# Zouk
Zouk ist ein Musik- und Tanzstil in der Karibik. Ein anderer, Zouk genannter Tanzstil wird in Brasilien gepflegt. Zouk bedeutet im Kreolischen „Feier“. Zouk ist durch französische und afrikanische Einflüsse geprägt. Sanfter Zouk wird oft auch Zouk love genannt. In Afrika wird Afro-Zouk unter anderem in der Elfenbeinküste und in der Republik Kap Verde produziert (Cabo Zouk).

## Geschichte und Stil
Die Musik und der daraus folgende Tanz entwickelte sich in der französischen Karibik (Martinique, Guadeloupe, Haiti) in den 1970er Jahren. Der Begriff selbst war 1972 von Henri Guédon geprägt worden, der im selben Jahr sein Album Cosmo Zouk herausbrachte.
Der französische Zouk basiert auf Musikstilen wie dem Kompa. Der dazugehörige Tanz sieht aus wie ein sehr langer Merengue. Der Tanz, ähnlich einem langsameren Lambada, ist besonders populär in Brasilien, in den Niederlanden, in Spanien und in Großbritannien. In Deutschland wurde das erste Zouk-Festival 2008 in Bremen veranstaltet.
Zouk erreichte Brasilien zu einer Zeit, als die Lambada-Welle gerade vorbei war. Viele Lambada-Tänzer begannen zur neuen Zouk-Musik zu tanzen. Hierdurch veränderte sich der Tanz, er passte sich der neuen Musik an. Es haben sich unterschiedliche Stile entwickelt. Die beiden Hauptrichtungen sind:
- Zouk Brasil: wird eher zu langsamer Musik getanzt. Man tanzt „lang-kurz-kurz-lang-kurz-kurz“. Der Stil stammt aus Rio.
- Zouk Lambada oder Lambazouk: Dieser Stil ähnelt entfernt dem Lambada. Er wird relativ schnell getanzt. Man tanzt manchmal „kurz-kurz-lang-kurz-kurz-lang“. Eine Hochburg des Lambazouk ist Porto Seguro im Nordosten Brasiliens.

Beide Stile sind verwandt, sie unterscheiden sich stark von der karibischen und der afrikanischen Art, Zouk zu tanzen.
Brasilianische Tanzlehrer brachten den neuen Zouk Tanz schließlich nach Europa, Australien, Asien, und Nordamerika. Sowohl die Musik als auch der Tanz entwickeln sich ständig weiter. Heute tanzt man Zouk nicht nur zu Zouk-Musik, sondern  auch zu R&B, Pop, Oriental, und langsamem Reggaeton. Kennzeichnend für den Tanz sind große, fließende Bewegungen, mit Wellen und Cambrés (von französisch cambrure, „Biegung, Krümmung“). Brasilianischer Zouk als Partnertanz bietet einen hohen ästhetischen Wert und Freude für die Tanzenden, insbesondere auf Grund des Gefühls von Flow, Connection, Ausdruck, Sinnlichkeit, spielerischem Reichtum und Vielseitigkeit.
Mittlerweile wird in vielen großen Städten auch außerhalb der Karibik Zouk getanzt. Zouk-Workshops und Partys finden oft zusammen mit Salsa-Events statt. Der schnelle Zouk ähnelt dem kongolesischen Soukous.

## Bekannte Musiker (Auswahl)
- Al Lirvat
- Édith Lefel
- Gil Semedo
- Joëlle Ursull
- Kassav’
- Kaysha
- Les Déesses
- Magic System
- Patrick Saint-Éloi
- Shagadelic Groove
- Slaï
- Stacy
- Suzanna Lubrano
- Zouk Machine

Weitere bekannte Interpreten sind Mika Mendes, Elji Beatzkilla, Djodje, Ricky Boy, Philipe Monteiro, Gama und Tó Semedo. Viele von ihnen leben in Portugal, Frankreich oder den Niederlanden.